# Carruço
Rui Filipe Ferreira Carruço (Lisboa, 19 de enero de 1976) es un pintor portugués.

## Resumen Biográfico
Carruço ha seguido una vida siempre conectada a las ciencias exactas, por las cuales siempre ha estado enamorado, hasta decidir unir esa pasión a la Arte, más concretamente a la pintura. Pintando siempre desde muy joven, experimentando y arriesgando como autodidacta, ha encarado la pintura como actividad organizada cerca del año 1998. En 2000, ha frecuentado el curso de diseño de la “Sociedade Nacional de Belas Artes” de Lisboa. En 2003 el Curso de Gravura de la Cooperativa de Gravadores Portugueses y varios atelieres de artistas plásticos. En 2004 ha concluido la carrera de Técnicas de Pintura Renacentista de la Angel “Academy of Arts” en Florencia y en 2005 el curso de escultura en piedra del Centro Internacional De Escultura.

## Movimiento Estético
Su producción artística se extiende a diferentes estilos, que han sido orientados en la búsqueda de una voz original en el mundo del Arte. Esa voz está llegando con una nueva corriente que se llama sinuosismo, inspirada en los conocimientos científicos del espacio-tiempo curvo, del movimiento perpetuo y otras inspiraciones del área de la física.

## Obra
Se encuentra representado en varias colecciones Públicas como la Embajada de Portugal en Polonia (Varsovia), Ayuntamiento de Sintra, Ayuntamiento da Lourinhã, Fundação Oureana da Cultura y en diversas colecciones particulares de las cuales las más importantes son la colección del Rey de Ruanda Kingeli V en Nueva York, la colección del príncipe Ermias Selássie de Etiopía y la colección de Cicciolina en Roma.

## Citas
"¡Cuando empiezo a pintar raramente se lo que ocupara el espacio da la tela! ¡Hace tiempo ya que no me preocupo don eso! Hoy provocó la pintura directamente la tela y la dejó dar vida a la visión de mis sentidos! Soy Carruço y todo me es permitido! Coraje es indispensable a un artista y yo pinto!"

## Exposiciones
Carruco ya realizó más de 200 exposiciones colectivas e individuales por todo el mundo:
Selección de exposiciones individuales
- 2016 - Galeria de S. Sebastião, Portalegre
- 2015 - CNAP, Clube Nacional de Artes Plásticas, Lisboa
- 2014 - Galeria Vestigius, Lisboa
- 2013 - Galeria LCH
- 2013 - Galeria CB Concept Art, Cascais
- 2012 - Museu da República e Resistência, Lisboa
- 2011 - Galeria AZO, Lisboa
- 2010 - Museu da República e Resistência, Lisboa
- 2009 - Museu da República e Resistência, Lisboa
- 2007 - Galeria da "Gravura", Lisboa
- 2007 - III Salão Internacional Erótico de Lisboa (FIL)
- 2006 - Museu da República e Resistência, Lisboa
- 2006 - II Salão Internacional Erótico de Lisboa (FIL)
- 2005 - Galeria do Centro Cultural da Lourinhã
- 2005 - Casa do Artista de Góis
- 2005 - Museu Etnográfico de Arganil
- 2005 - Museu da República e Resistência, Lisboa
- 2005 - Galeria da "Gravura", Lisboa
- 2004 - Galeria da "Gravura", Lisboa

Selección de exposiciones Internacionales
- 2016 - Galeria Gaudi, Madrid, Espanha
- 2016 - Affordable Art Fair - Bruxelas - Bélgica
- 2012 - Galerie de Nesle, Paris, França
- 2007 - Broadway Gallery, New York City, USA
- 2007 - NY Arts Gallery Beijing, Pequim, China
- 2007 - Color Elefante Galeria, Valência, Espanha
- 2004 - Galeria DAP – dom artysty plastyca – Varsovia Polonia
- 2004 - IV Cenenário de Dom Quijote de La Mancha, Socuéllamos, Espanha